# Hahnia ulyxis
Hahnia ulyxis là một loài nhện trong họ Hahniidae.
Loài này thuộc chi Hahnia. Hahnia ulyxis được Paolo Marcello Brignoli miêu tả năm 1974.